# L'Etoile Churchyard
L'Etoile Churchyard is een begraafplaats gelegen in de Franse plaats L'Etoile (Somme). De militaire graven worden onderhouden door de Commonwealth War Graves Commission.
De begraafplaats telt 1 geïdentificeerd Gemenebest graf uit de Eerste Wereldoorlog.